# Дануте Домікайте
Дануте Домікайте (лит. Danutė Domikaitytė; нар. 15 лютого 1995, Шяуляй) — литовська борчиня вільного стилю, бронзова призерка чемпіонату Європи, бронзова призерка чемпіонату світу серед військовослужбовців.

## Життєпис
У 2002—2010 роках навчалася у загальноосвітній школі Казиса Інчіура у місті Трошкунай (Анікщяйський район), у 2010—2014 — у Шяуляй-Війоляйській середній школі. З 2014 року вивчає педагогіку фізичного виховання на педагогічному факультеті Шяуляйського університету.
У 2008 році у Трошкунаї зацікавилася боротьбою та розпочала тренування зі своїм першим тренером Арвідасом Крикшчунасом. Вже наступного року її включили до литовської жіночої збірної боротьби і незабаром вона стала одним з її лідерів.
З 2010 року Дануте Домікайтіте мешкає у Шяуляї та тренується у Шяуляйській спортивній школі «Атжалинас» (тренери Айварас Каселіс та Андріус Сточкус).
У 2012 році стала бронзовою призеркою чемпіонату Європи серед кадетів. Наступного року здобула срібну медаль чемпіонату Європи серед юніорів. У 2014 стала третьою на чемпіонаті світу серед юніорів, а у 2017 досягла такого ж результату на чемпіонаті світу серед молоді.
У 2016 році кваліфікувалася на літні Олімпійські ігри в Ріо-де-Жанейро (Бразилія), але не пройшла кваліфікацію.
Здобувши 2020 року бронзову нагороду чемпіонату Європи, вона стала першою литовською борчинею, яка виграла медаль на дорослих чемпіонатах Європи або світу.
Представляє атлетичну асоціацію «Sun City», Шяуляй.
Виступає також у змаганнях з пляжної боротьби. Чемпіонка Литви з цього виду спорту.
У Шяуляї її обрали найпопулярнішою спортсменкою 2013 року. За успішні виступи на молодіжних чемпіонатах Європи та світу вона була нагороджена відзнакою Департаменту фізичної культури та спорту Литви (2014).

## Спортивні результати на міжнародних змаганнях

### Виступи на Чемпіонатах світу
| Змагання                        | Збірна | Вагова категорія          | Місце |
| ------------------------------- | ------ | ------------------------- | ----- |
| Чемпіонат світу з боротьби 2015 | Литва  | жіноча боротьба, до 69 кг | 12    |
| Чемпіонат світу з боротьби 2017 | Литва  | жіноча боротьба, до 69 кг | 14    |
| Чемпіонат світу з боротьби 2018 | Литва  | жіноча боротьба, до 68 кг | 23    |
| Чемпіонат світу з боротьби 2019 | Литва  | жіноча боротьба, до 68 кг | 28    |
| Чемпіонат світу з боротьби 2021 | Литва  | жіноча боротьба, до 68 кг | 9     |
| Чемпіонат світу з боротьби 2022 | Литва  | жіноча боротьба, до 68 кг | 23    |

### Виступи на Чемпіонатах Європи
| Змагання                         | Збірна | Вагова категорія          | Місце  |
| -------------------------------- | ------ | ------------------------- | ------ |
| Чемпіонат Європи з боротьби 2014 | Литва  | жіноча боротьба, до 69 кг | 9      |
| Чемпіонат Європи з боротьби 2016 | Литва  | жіноча боротьба, до 69 кг | 7      |
| Чемпіонат Європи з боротьби 2017 | Литва  | жіноча боротьба, до 69 кг | 12     |
| Чемпіонат Європи з боротьби 2018 | Литва  | жіноча боротьба, до 68 кг | 5      |
| Чемпіонат Європи з боротьби 2019 | Литва  | жіноча боротьба, до 68 кг | 5      |
| Чемпіонат Європи з боротьби 2020 | Литва  | жіноча боротьба, до 68 кг | Бронза |
| Чемпіонат Європи з боротьби 2021 | Литва  | жіноча боротьба, до 68 кг | 10     |

### Виступи на Європейських іграх
| Змагання              | Збірна | Вагова категорія          | Місце |
| --------------------- | ------ | ------------------------- | ----- |
| Європейські ігри 2015 | Литва  | жіноча боротьба, до 69 кг | 13    |
| Європейські ігри 2019 | Литва  | жіноча боротьба, до 68 кг | 5     |

### Виступи на Чемпіонатах світу серед військовослужбовців
| Змагання                                                  | Збірна | Вагова категорія          | Місце  |
| --------------------------------------------------------- | ------ | ------------------------- | ------ |
| Чемпіонат світу з боротьби серед військовослужбовців 2017 | Литва  | жіноча боротьба, до 69 кг | Бронза |

### Виступи на Всесвітні іграх військовослужбовців
| Змагання                                | Збірна | Вагова категорія          | Місце |
| --------------------------------------- | ------ | ------------------------- | ----- |
| Всесвітні ігри військовослужбовців 2019 | Литва  | жіноча боротьба, до 68 кг | 8     |

### Виступи на інших змаганнях
| Змагання                                                         | Збірна | Вагова категорія          | Місце  |
| ---------------------------------------------------------------- | ------ | ------------------------- | ------ |
| Турнір Олександра Медведя 2013                                   | Литва  | жіноча боротьба, до 67 кг | Бронза |
| Турнір Олександра Медведя 2014                                   | Литва  | жіноча боротьба, до 69 кг | Бронза |
| Турнір Олександра Медведя 2015                                   | Литва  | жіноча боротьба, до 69 кг | 5      |
| Гран-прі Німеччини з боротьби 2015                               | Литва  | жіноча боротьба, до 69 кг | 13     |
| Гран-прі Іспанії з боротьби 2015                                 | Литва  | жіноча боротьба, до 69 кг | 18     |
| Відкритий чемпіонат Польщі з боротьби 2015                       | Литва  | жіноча боротьба, до 69 кг | 5      |
| Гран-прі Парижа з боротьби 2016                                  | Литва  | жіноча боротьба, до 69 кг | 7      |
| Київський Міжнародний турнір з боротьби 2016                     | Литва  | жіноча боротьба, до 69 кг | 5      |
| Турнір Олександра Медведя 2016                                   | Литва  | жіноча боротьба, до 69 кг | Бронза |
| Олімпійський кваліфікаційний турнір з боротьби 2016 (Зренянин)   | Литва  | жіноча боротьба, до 69 кг | 9      |
| Олімпійський кваліфікаційний турнір з боротьби 2016 (Улан-Батор) | Литва  | жіноча боротьба, до 69 кг | 10     |
| Олімпійський кваліфікаційний турнір з боротьби 2016 (Стамбул)    | Литва  | жіноча боротьба, до 69 кг | 5      |
| Гран-прі Парижа з боротьби 2017                                  | Литва  | жіноча боротьба, до 69 кг | 7      |
| Klippan Lady Open 2017                                           | Литва  | жіноча боротьба, до 69 кг | 5      |
| Київський Міжнародний турнір з боротьби 2017                     | Литва  | жіноча боротьба, до 69 кг | 8      |
| Гран-прі Німеччини з боротьби 2017                               | Литва  | жіноча боротьба, до 69 кг | Бронза |
| Північний чемпіонат з боротьби 2017                              | Литва  | жіноча боротьба, до 69 кг | Золото |
| Відкритий чемпіонат Польщі з боротьби 2017                       | Литва  | жіноча боротьба, до 69 кг | 11     |
| Турнір Олександра Медведя 2017                                   | Литва  | жіноча боротьба, до 69 кг | Бронза |
| Klippan Lady Open 2018                                           | Литва  | жіноча боротьба, до 68 кг | 7      |
| Київський Міжнародний турнір з боротьби 2018                     | Литва  | жіноча боротьба, до 68 кг | 7      |
| Північний чемпіонат з боротьби 2018                              | Литва  | жіноча боротьба, до 68 кг | Золото |
| Гран-прі Іспанії з боротьби 2018                                 | Литва  | жіноча боротьба, до 68 кг | Бронза |
| Турнір Ібрагіма Мустафи 2018                                     | Литва  | жіноча боротьба, до 68 кг | Срібло |
| Klippan Lady Open 2019                                           | Литва  | жіноча боротьба, до 68 кг | 9      |
| Турнір Дана Колова — Николи Петрова 2019                         | Литва  | жіноча боротьба, до 68 кг | 5      |
| Відкритий чемпіонат Польщі з боротьби 2019                       | Литва  | жіноча боротьба, до 68 кг | 7      |
| Klippan Lady Open 2020                                           | Литва  | жіноча боротьба, до 72 кг | Золото |
| Чемпіонат Литви з пляжної боротьби 2020                          | Литва  | пляжна боротьба, 60 кг    | Золото |
| Київський Міжнародний турнір з боротьби 2021                     | Литва  | жіноча боротьба, до 68 кг | Бронза |
| Європейський олімпійський кваліфікаційний турнір з боротьби 2021 | Литва  | жіноча боротьба, до 68 кг | 8      |
| Світовий олімпійський кваліфікаційний турнір з боротьби 2021     | Литва  | жіноча боротьба, до 68 кг | 12     |
| Меморіал Іона Корнеану і Ладислава Сімона 2021                   | Литва  | жіноча боротьба, до 68 кг | Золото |
| Турнір Яшара Догу 2022                                           | Литва  | жіноча боротьба, до 72 кг | Бронза |

### Виступи на змаганнях молодших вікових груп
| Змагання                                       | Збірна | Вагова категорія          | Місце  |
| ---------------------------------------------- | ------ | ------------------------- | ------ |
| Чемпіонат Європи з боротьби серед кадетів 2011 | Литва  | жіноча боротьба, до 60 кг | 8      |
| Чемпіонат Європи з боротьби серед кадетів 2012 | Литва  | жіноча боротьба, до 60 кг | Бронза |
| Кубок Фрейденфельдса серед юніорів 2013        | Литва  | жіноча боротьба, до 67 кг | Срібло |
| Чемпіонат Європи з боротьби серед юніорів 2013 | Литва  | жіноча боротьба, до 67 кг | Срібло |
| Чемпіонат Європи з боротьби серед юніорів 2014 | Литва  | жіноча боротьба, до 67 кг | 7      |
| Чемпіонат світу з боротьби серед юніорів 2014  | Литва  | жіноча боротьба, до 67 кг | Бронза |
| Чемпіонат Європи з боротьби серед юніорів 2015 | Литва  | жіноча боротьба, до 67 кг | 7      |
| Чемпіонат Європи з боротьби серед молоді 2015  | Литва  | жіноча боротьба, до 69 кг | 5      |
| Чемпіонат Європи з боротьби серед молоді 2016  | Литва  | жіноча боротьба, до 69 кг | 11     |
| Чемпіонат Європи з боротьби серед молоді 2017  | Литва  | жіноча боротьба, до 69 кг | 9      |
| Чемпіонат світу з боротьби серед молоді 2017   | Литва  | жіноча боротьба, до 69 кг | Бронза |
| Чемпіонат Європи з боротьби серед молоді 2018  | Литва  | жіноча боротьба, до 68 кг | 6      |
| Чемпіонат світу з боротьби серед молоді 2018   | Литва  | жіноча боротьба, до 65 кг | 12     |